# Palazzo Coverelli
Palazzo Coverelli è un edificio storico del centro di Firenze, situato in via de' Coverelli 1 angolo via Santo Spirito 8 e lungarno Guicciardini 9r. 

## Storia

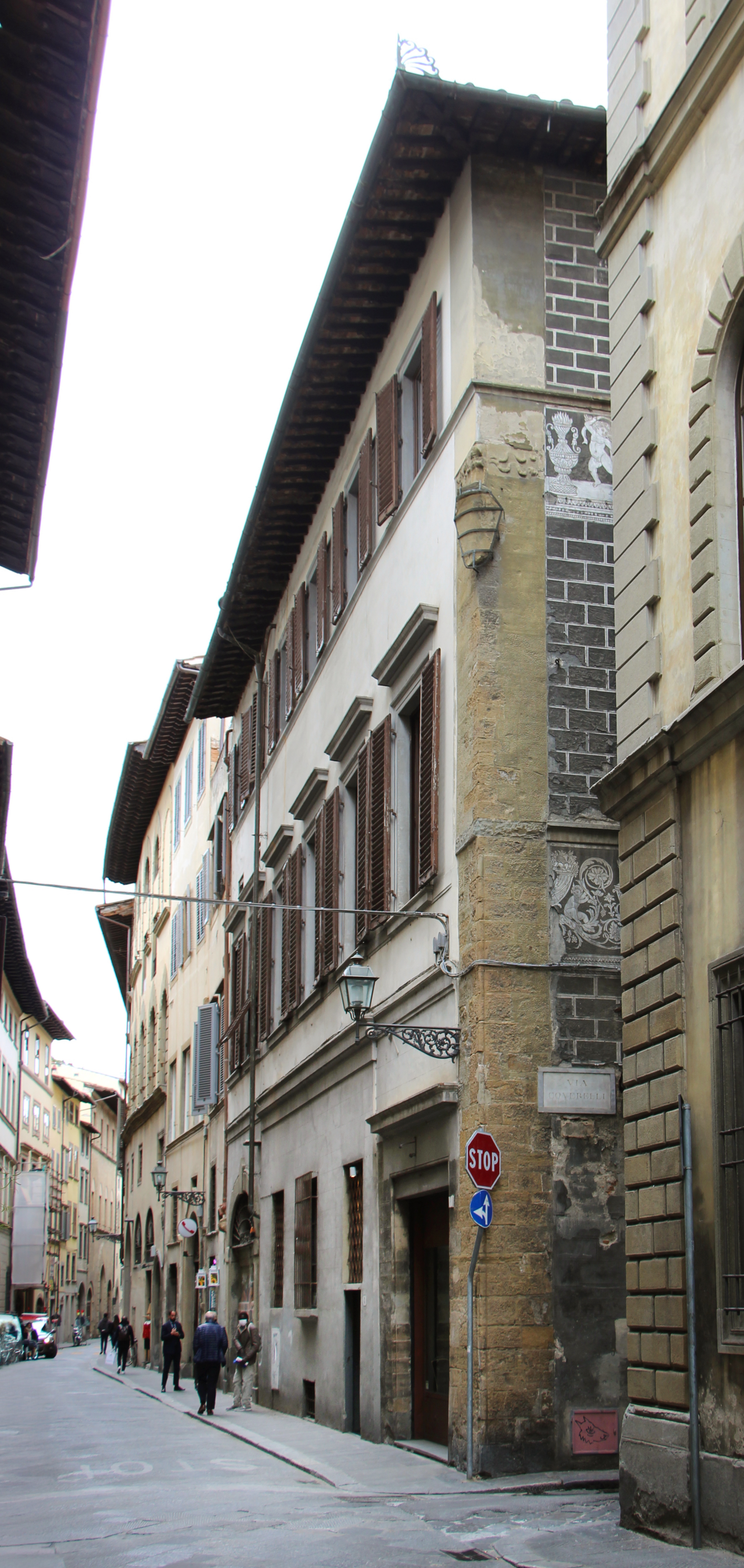
Facciata su via Santo Spirito

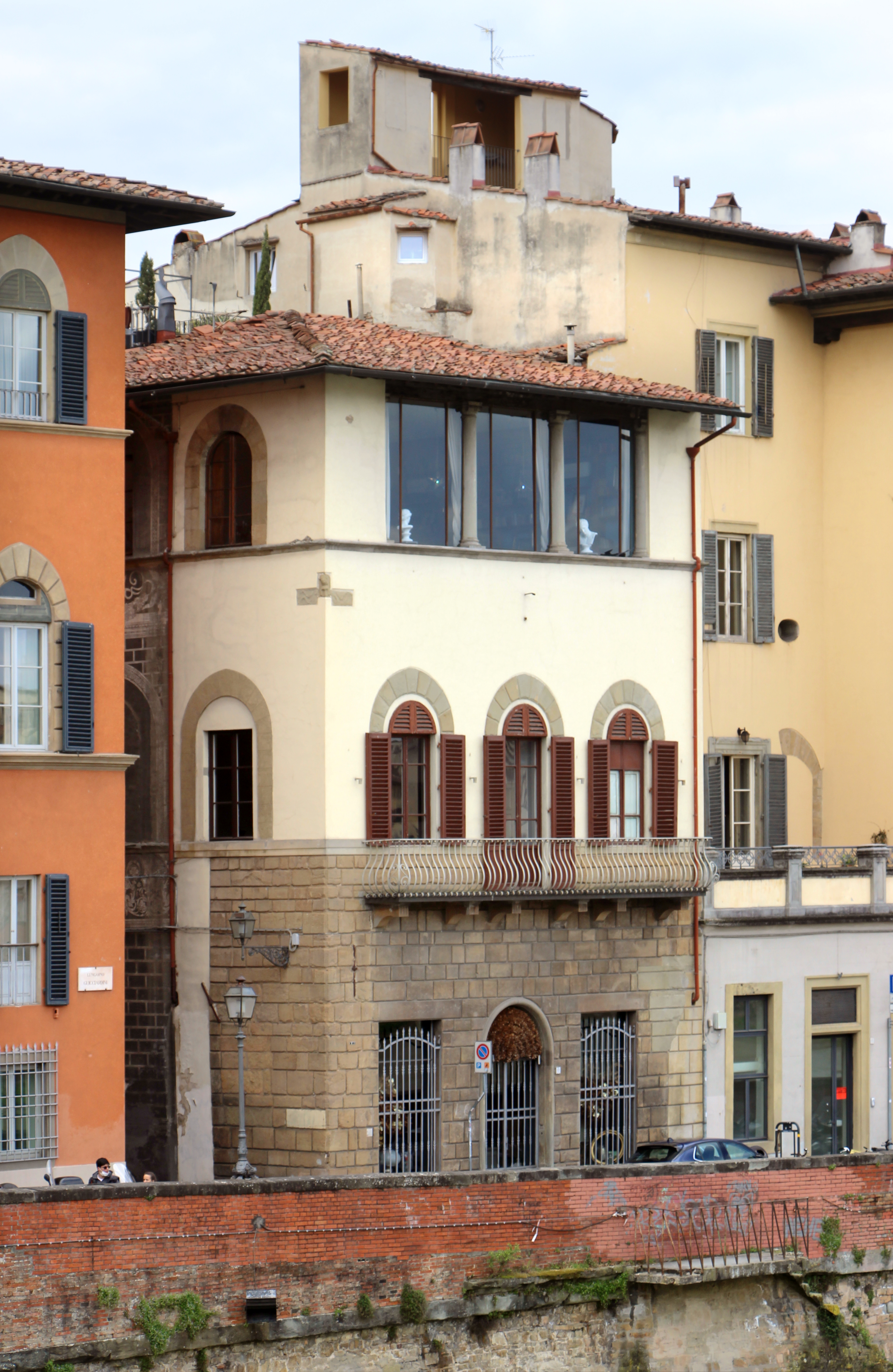
Facciata sul lungarno Guicciardini

Costruito attorno alla metà del Quattrocento dalla famiglia Coverelli, l'edificio fu acquistato - forse già ai primi del Cinquecento - dai Capponi, proprietari di altri edifici sulla via. Tra il 1563 e 1583 sarebbe stato abitato da Bartolomeo Ammannati - in questo periodo peraltro impegnato nella costruzione del ponte a Santa Trinita - e da sua moglie Laura Battiferri. 
All'inizio del Seicento è documentato come passato ai Minucci, poi venduto nel 1644 ai Vettori, nel 1829 ai Martellini, quindi nel 1874 ai Modigliani e nel 1921 ai Barocchi. Restaurato con cura da questi ultimi, è stato nuovamente interessato da interventi di ripristino dopo il 1945, per risarcirlo dai danni subiti durante la seconda guerra mondiale.

## Descrizione
Il palazzo prospetta sul lungarno con un breve fronte a tre assi, contrassegnato da un bugnato al piano terreno e da un loggiato nella parte più alta; sulla cantonata si trovano i nastri di uno stemma non più in sito. Sufficientemente corrente la facciata su via Santo Spirito, a cinque assi, con semplici finestre architravate: qui resta al cantone invece lo stemma, dei Capponi (trinciato di nero e d'argento) imbracato da possenti cinghie. 
Il fronte più ampio si sviluppa su via de' Coverelli, dove è un modesto portone d'ingresso e altre due porte, al primo piano alcune rade finestre e, all'ultimo, oltre a semplici finestre rettangolari, una loggetta a due colonne attualmente chiusa a vetri. A rendere ancor meno visibile la fabbrica è la sua collocazione nello spazio urbano, che non rende possibile apprezzarla nel suo insieme. Il pregio e la fortuna critica del palazzo, per quanto riguarda i fronti, si incentra quindi essenzialmente sulla estesa e raffinata decorazione a graffito che si sviluppa lungo via de' Coverelli. Questa (recuperata nel 1935 sotto le tinteggiature sovrappostesi negli anni e ampiamente integrata) si presenta con un motivo a finto bugnato al piano terreno, mentre al primo piano determina una successione di archi (in parte a incorniciare le finestre) che poggiano sul ricorso sotto il quale è un fregio intervallato da palmette, cornucopie, tripodi e girali con putti. Un ulteriore fregio è immediatamente sotto al ricorso dell'ultimo piano, con putti alati che sostengono festoni, intervallati da bracieri accesi. 
Dal portone si accede a un cortile interno, decorato da graffiti analoghi. La composizione e i motivi decorativi collocano il lavoro attorno al 1480, ricondotto a Bernardo di Stefano Rosselli. Pur ampiamente integrati, i graffiti, grazie all'intervento di restauro promosso dai Barocchi e alle cure successive, è tra i meglio conservati della città. 

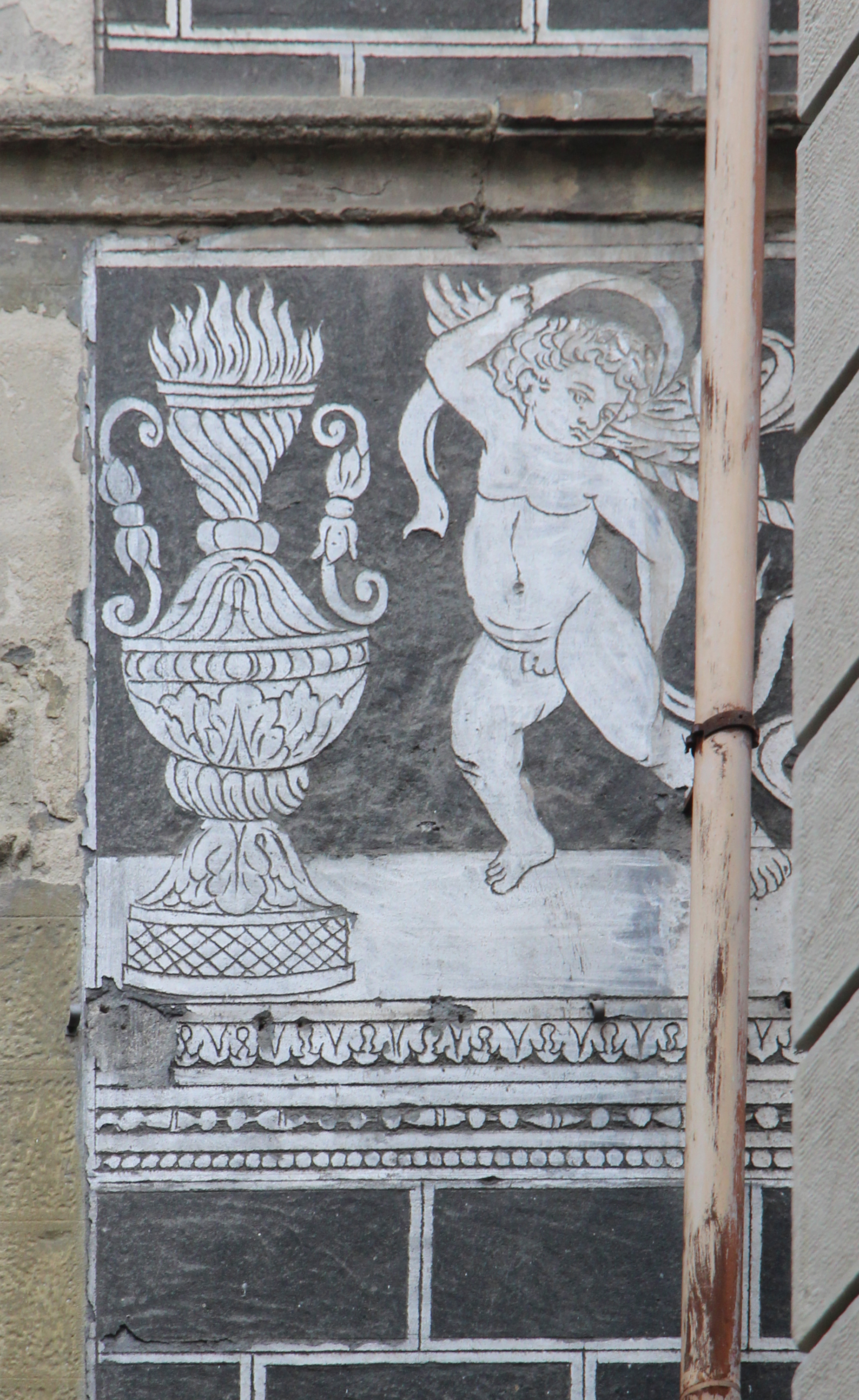
Graffiti
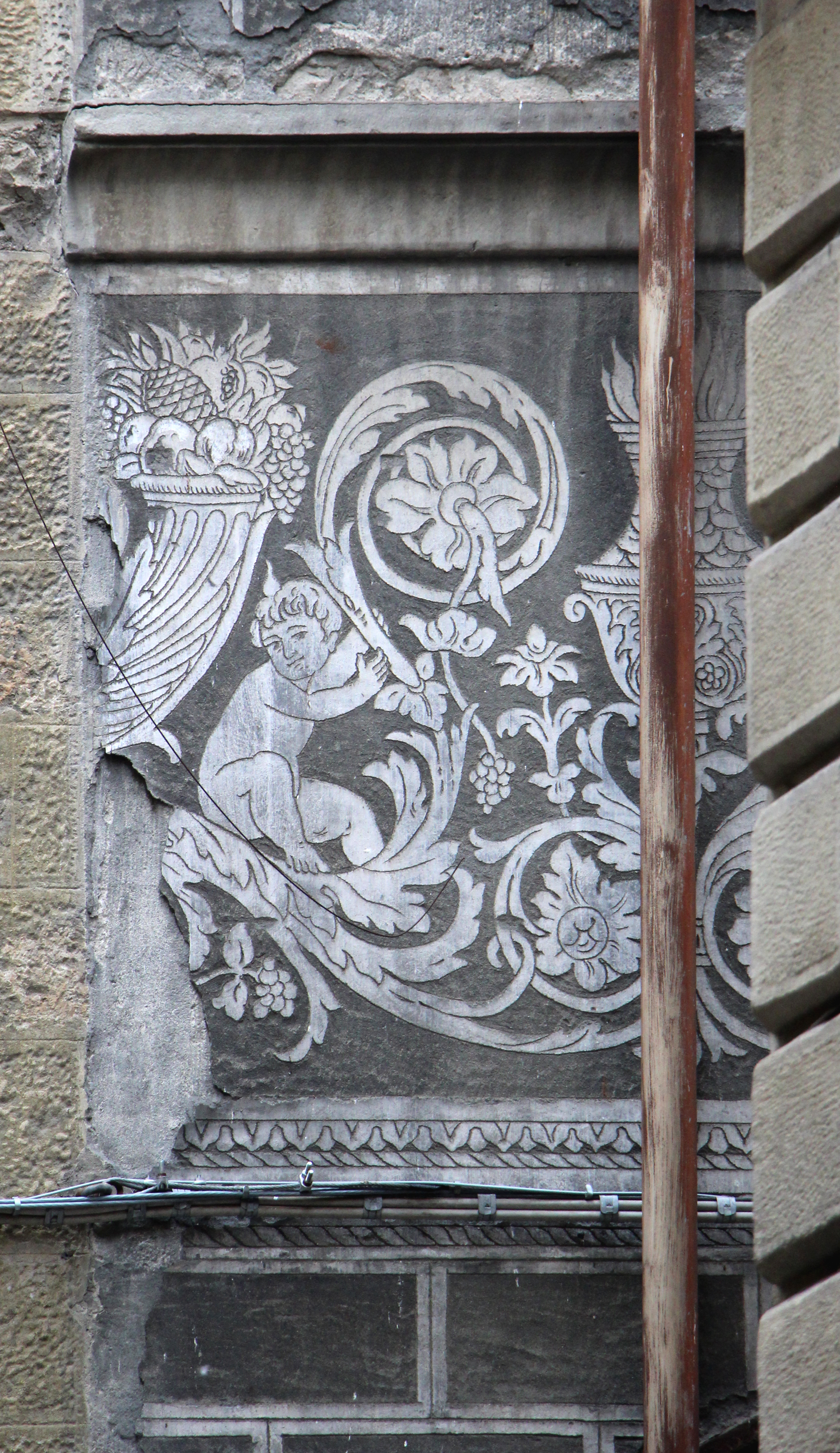
Graffiti
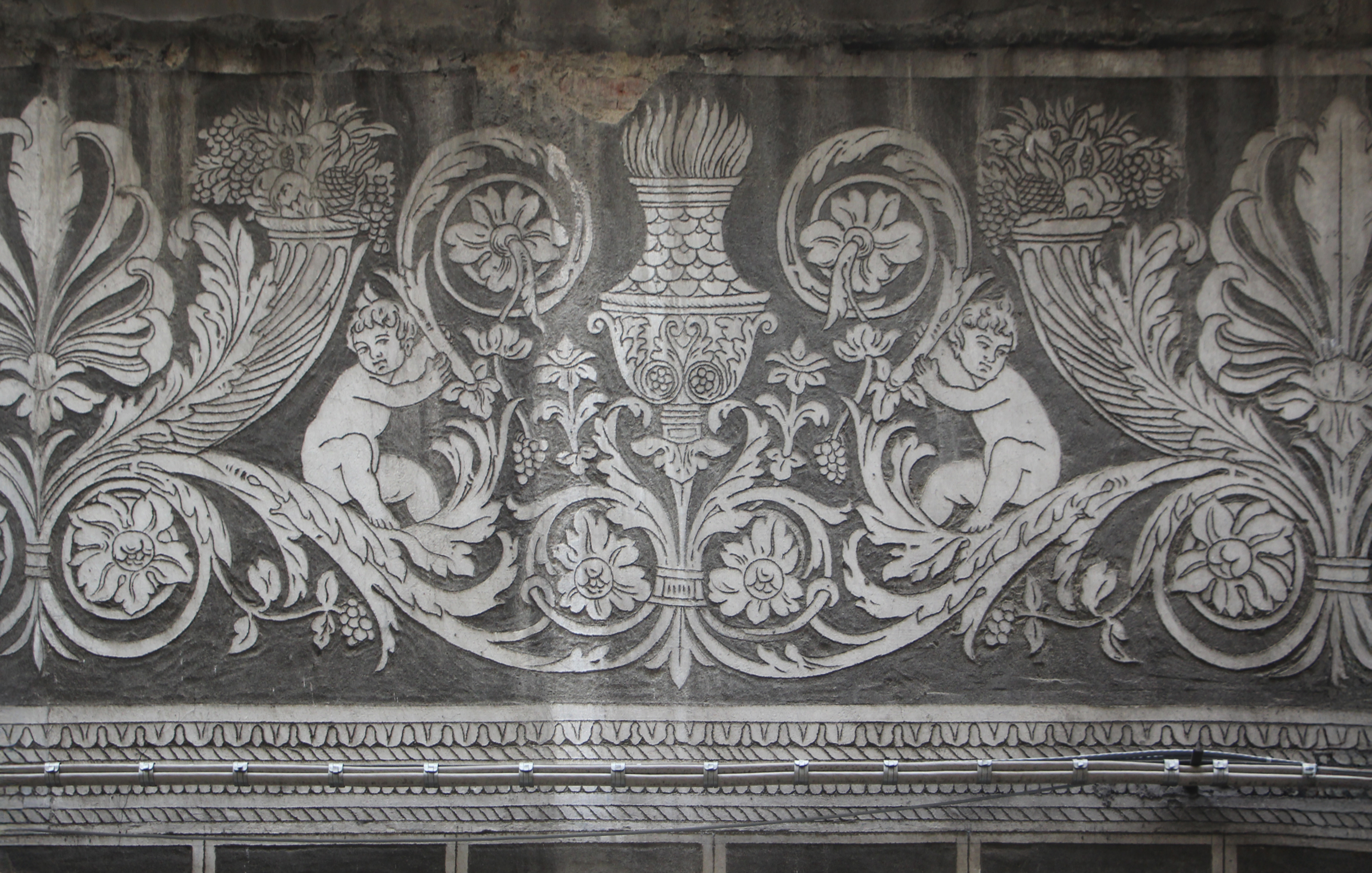
Graffiti
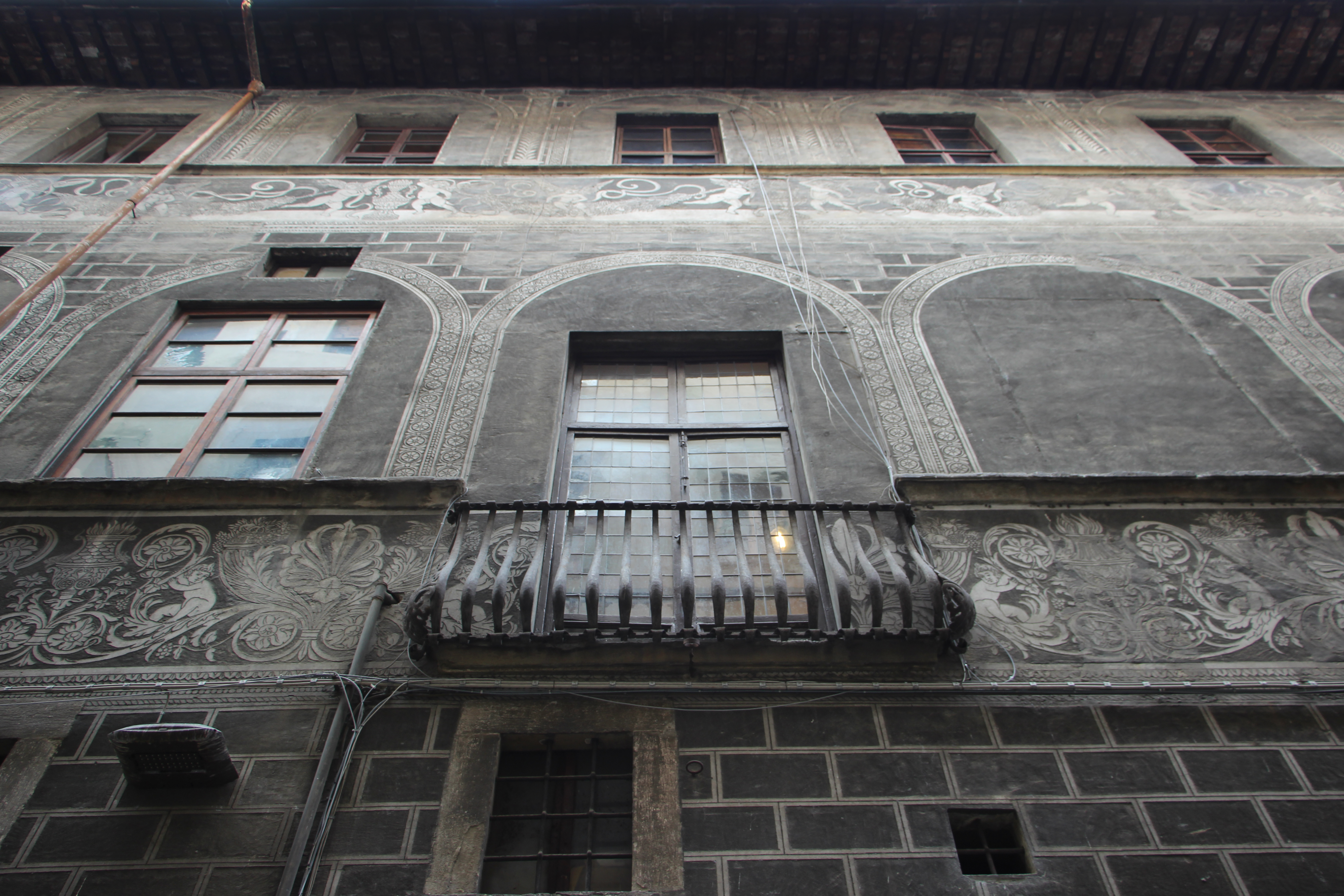
Balcone
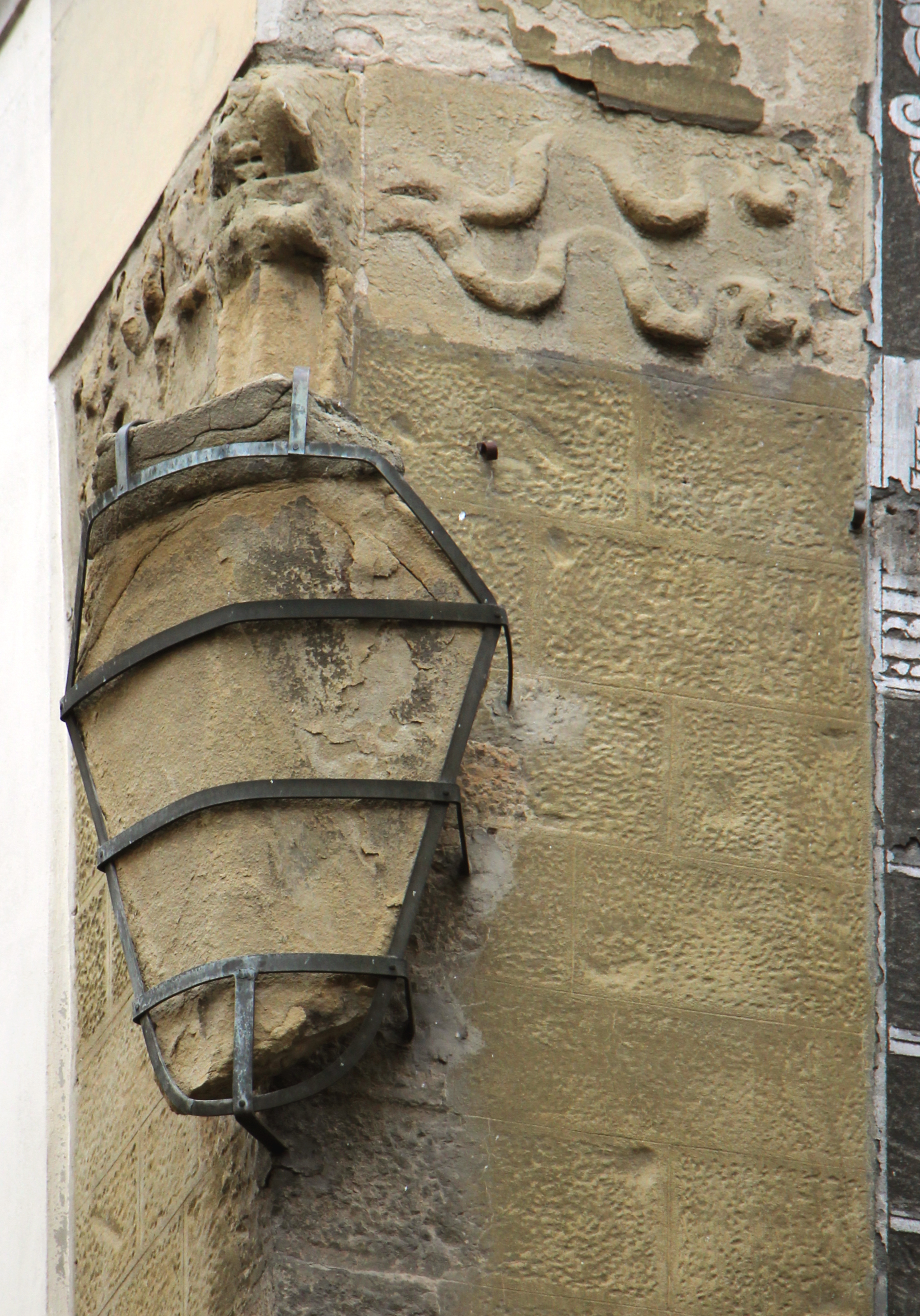
Stemma Capponi
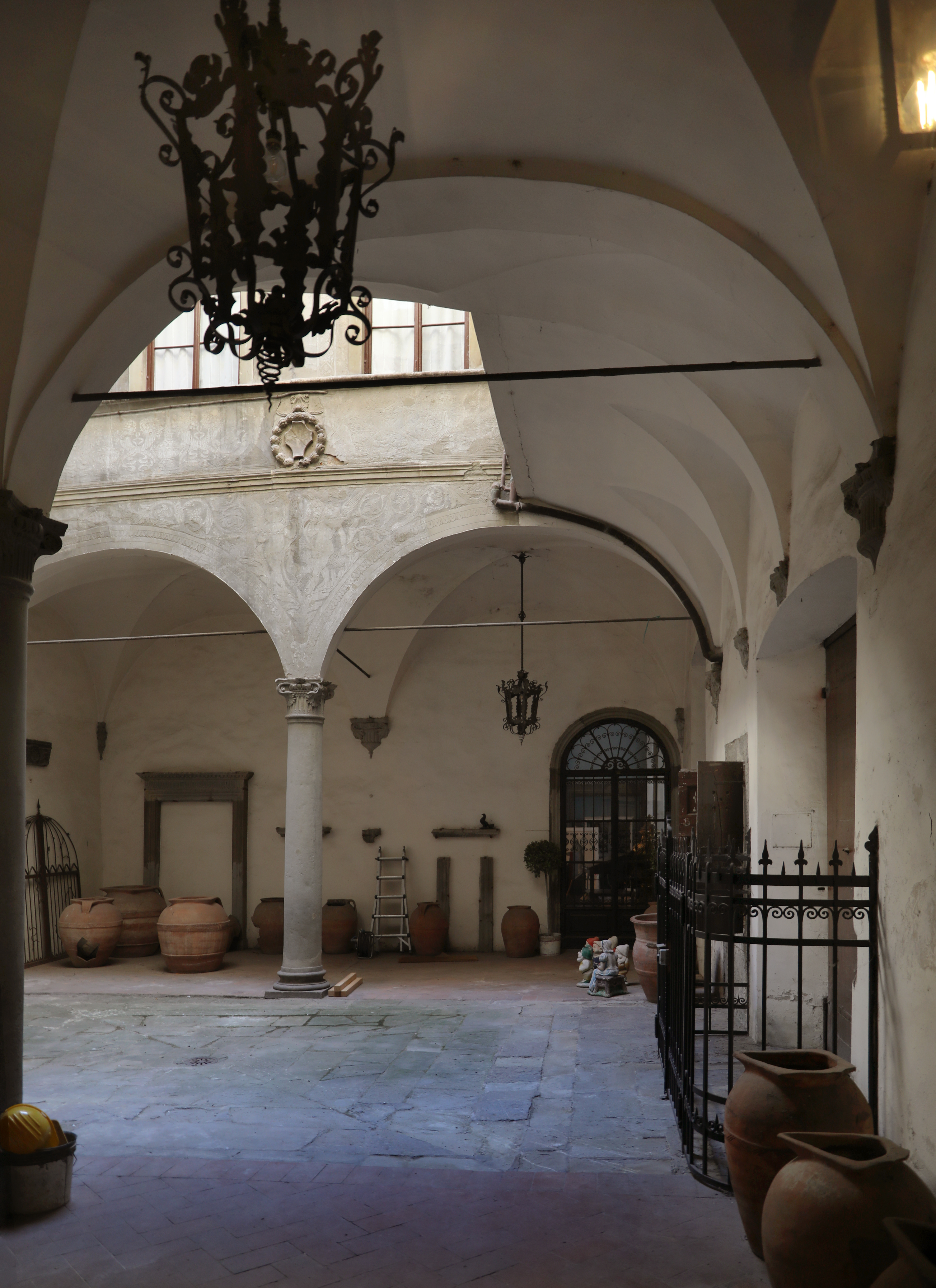
Il cortile